# 부산진 전투
부산진 전투(釜山鎭戰鬪)는 1592년에 발발한 임진왜란 당시 첫 번째 전투이다. 병력, 식량, 무기 등 모든 것이 부족했던 조선군이 패배하고 부산진성은 곧 함락되었다. 부산진성을 점령한 일본군은 동래성으로 진격하였으며, 일부는 남서쪽 다대포진으로 항하였다.

## 배경
당시 조선과 명나라 정벌을 계획하고 있던 일본의 태합 도요토미 히데요시는 조선 정벌을 명령한다. 1592년 5월 23일(음력 4월 13일) 소 요시토시와 마쓰라 시게노부 등의 병력 1만 8,700명이 병선 700척에 승선하고 진군하여 부산 영도에 상륙한다.
그 모습을 목격한 부산진 방어 지휘관 부산진 첨절제사 정발이 부산진성으로 들어가 수성(守城)을 준비하였으며, 일본군 침공 보고를 접수한 경상좌도 수군절도사 박홍은 관내 함성을 모두 가라앉히고 식량 창고에 불을 지른 뒤 도망쳤다. 또 이웃한 경상우수사 원균도 부하에게 우수영을 맡겨 놓고 도망쳤다. 1592년 5월 24일(음력 4월 14일) 고니시 유키나가가 이끄는 제1군이 부산진성을 완전히 포위하고 공격했다.

## 전투
전투는 오전 5시~7시에 첫 전투가 벌어졌다. 부산진성을 지키는 장수 부산첨사 정발은 부족한 병력에도 불구하고 끝까지 싸웠으며, 오전 10시~12시경 2차 전투 끝에 부산진성이 일본군에 함락되었다. 첨사 정발은 머리에 일본군의 총탄을 맞고 전사했다.
부산진성 안의 군인들 역시 모두 거의 다 전사했고 정발의 첩 애향은 자살하였다. 다만 몇몇 병사들이 시체더미에 숨었으며, 전투가 끝난 이후 고니시가 민간인들과 항복하는 포로들에 대한 살육은 중단하자 항복하여 포로로 있다가 4월 17일 풀려났다.

에도 시대 문학 《회본태합기(絵本太閤記)》에 그려진 부산진 전투 모습

## 같이 보기
- 동래성 전투